# Данила Багров
Дани́ла Серге́евич Багро́в — главный герой фильмов «Брат» и «Брат 2», снятых режиссёром Алексеем Балабановым. В обоих фильмах роль Багрова исполнил Сергей Бодров-младший.
Багров — ветеран Первой чеченской войны, отслуживший срочную службу. В первой части говорится, что Данила родился 5 августа 1975 года; таким образом, в первом фильме ему 21 год. Его однополчане — Костя, которого наградили Орденом Мужества, и Илья — считают его самым «крутым» и умелым среди них бойцом. Сам Данила довольно скромен и не любит говорить о своих военных подвигах, обычно он  говорит, что во время войны отсиделся в штабе писарем, хотя, судя по событиям обоих фильмов, он умело применяет навыки рукопашного боя, знаком с минно-взрывным делом, неплохо стреляет, использует приемы тактики боя в городских условиях, может починить, переделать и даже изготовить огнестрельное оружие в кустарных условиях, что говорит о нем как о настоящем профессионале.
Несмотря на внешнюю простоту, граничащую с чудаковатостью, Данила непримирим по отношению к любой несправедливости, и расправляется со всеми своими врагами с редким хладнокровием и даже жестокостью.
Любит музыку российских рок-групп, в первую очередь «Nautilus Pompilius» и «ДДТ», а к поп-музыке относится пренебрежительно и называет её «ненастоящей», ведь «на войне такую не слушают».
Киновед Елена Стишова определяет Багрова как «фольклорного героя» и «благородного разбойника».

## Биография

### Семья
До службы в Российской армии Данила жил с матерью-пенсионеркой (её имя не называется). Его отец, Сергей Платонович Багров (1942 г. р.), вор-рецидивист, погиб в тюрьме в январе 1982 года, и воспитанием Данилы занимался, в основном, брат Виктор, который значительно старше него (из фото в семейном альбоме в фильме «Брат» становится ясно, что Виктор служил в рядах Советской армии). Из всех родственников Данилы заметную роль играет только Виктор, в исполнении Виктора Сухорукова. Данила любит брата как отца. В отличие от Данилы, Виктор — экстраверт, общительный, часто смеётся, открыто выражает эмоции, но цельностью характера похвастать не может, чересчур легкомысленный, а ради денег готов даже на преступления. Также в «Брате 2» упоминается дед, погибший во время Великой Отечественной войны, — его имя тоже не называется.

### События первого фильма
Демобилизовавшись после войны, Данила приезжает в родной город, где сразу же ввязывается в драку с охранником на съёмочной площадке видеоклипа на песню «Крылья» группы «Наутилус Помпилиус» и попадает в милицию, но его отпускают. Жизнь в родном городке для Данилы скучна, и он едет в Санкт-Петербург, где хорошо устроился его старший брат Виктор.
Довольно быстро выясняется, что Виктор — наёмный убийца по прозвищу Татарин. Он берёт младшего брата в оборот, посылая его выполнять всю грязную работу. Сначала Данила убивает кавказца (бывшего чеченского боевика) — неугодного бандитам хозяина одного из городских рынков, и в завязавшейся погоне тяжело ранит одного из бандитов. Затем, вновь по просьбе старшего брата, сидит в засаде с двумя сообщниками, но после выполнения задания убивает обоих ради спасения от расправы случайного свидетеля.
После этого Виктор под давлением сдаёт Данилу бандитам, но Данила расправляется с ними и говорит брату, что не держит на него зла за предательство. Потеряв друзей и веру в справедливость, Данила покидает Санкт-Петербург и переезжает в Москву, желая поступить в университет и выучиться на врача.

### События второго фильма
В Москве Данила встречается со своими друзьями по Чечне, Костей и Ильёй. Брат-близнец Кости Дмитрий Громов (Митя) играет в команде НХЛ, но все деньги из-за контракта уходят американскому бизнесмену, который не гнушается ничем. Костя, пытаясь помочь брату, просит своего начальника Белкина поговорить с американцем. Но у Белкина свои интересы и многомиллионный контракт, связанный с нелегальным игорным бизнесом, и он приказывает «просто разобраться» с Костей, чтобы тот перестал лезть в это дело, однако люди Белкина понимают слова своего шефа как приказ убить Константина. Данила решает восстановить справедливость и отомстить за друга. Тем временем в Москву приезжает брат Данилы — Виктор, который присоединяется к нему.
Допрос Белкина выводит Данилу на американского бизнесмена. Он решает вместе с братом лететь в Америку и выследить его. В целях конспирации братья летят в США разными рейсами: Виктор летит до Чикаго, а Данила — до Нью-Йорка. Найдя нового приятеля-дальнобойщика, который помог ему добраться до Чикаго, Данила никак не может найти брата, у него кончаются деньги. Раздобыв оружие и вызволив из беды русскую проститутку Дашу, Данила выслеживает американца и заставляет того вернуть все деньги хоккеиста.
Встретив брата, он выясняет, что тот решил остаться в Америке. За обоими гонится полиция и украинская мафия. Перестреляв украинцев в ресторане, Виктор попадает в руки полицейских. Данила же вместе с Дашей успевают уйти от преследования американской полиции и благополучно покидают США на самолёте. После событий второго фильма дальнейшая судьба Данилы Багрова неизвестна.

## Влияние
Персонаж, созданный Сергеем Бодровым, очень полюбился российскому зрителю. Несмотря на то, что Алексей Балабанов относился к Данилу Багрову как к объекту режиссёрской иронии, зрители увидели в нём национального героя.
В сентябре 2014 года граффити-команда из Витебска «HoodGraff» нарисовала на стене трансформаторной будки портрет Данилы Багрова, расположено творение недалеко от Александро-Невской лавры, рядом с остановкой «Проспект Обуховской Обороны» в Санкт-Петербурге. В 2015 году в Пермском клубе «Дом культуры» художник Вячеслав Нестеров, работающий под псевдонимом Слава Триптих, сделал огромный портрет Данилы Багрова.
В 2017 году по результатам онлайн-голосования выставки средств безопасности «Интерполитех» Данила Багров был признан национальным супергероем России.
В августе 2018 года Данила Багров был спародирован в клипе Монеточки «90».
В сентябре 2018 года популярный видеоблогер Enjoykin создал музыкальный видеоролик «Брат», который за сутки после публикации набрал более полутора миллионов просмотров и попал на второе место в топ сайта YouTube.
Тизер «Брата 3» (в нём рэпер Птаха задаёт вооруженному мужчине с бородой вопрос: «Скажи мне, цыган, в чем правда?» и получает ответ «В силе») имел широкий резонанс, причём вызвал у пользователей Рунета практически всеобщее возмущение: в нём увидели неуважение к памяти Алексея Балабанова и Сергея Бодрова-младшего.
Захар Прилепин высказывал мнение, что "герой Цоя в "Игле" Рашида Нугманова - это тоже такой "брат": до окраин Советского Союза доползла наркомания, образовался класс профессиональных ублюдков, и Моро начинает сражаться со всей этой мерзостью, которую позже будет добивать Данила Багров".

## Другие появления
- В 2019 году в СМИ появлялась информация о том, что шоумен Стас Барецкий намерен снять фильм под названием «Брат 3» с Дианой Шурыгиной в одной из главных ролей. Данила Багров должен был появиться с помощью монтажа и компьютерной графики. Это должно было быть продолжение картин Алексея Балабанова. Барецкий, по его словам, вёл переговоры с рядом известных артистов. Более того, как сообщал пиар-директор Барецкого Вадим Горжанкин, режиссёр намерен продавать роли в своей картине. В 2021 году начались съёмки фильма «Брат 3» (режиссёр — Валерий Переверзев). Несмотря на название, с фильмами Балабанова он сюжетно не связан. Его премьера состоялась 1 февраля 2024 года. Но несмотря на это, многие фанаты не теряют надежду вновь увидеть Данилу Багрова в новом фильме.
- К выходу первого фильма группой Nautilus Pompilius был выпущен видеоклип на песню «Во время дождя», снятый Алексеем Балабановым. В клип вошли новые кадры с Данилой Багровым (Сергей Бодров-младший)[12].[значимость факта?]
- В своём интервью в редакции журнала «Искусство кино» Сергей Бодров сказал, что Данила Багров появляется в его фильме «Сёстры» (парень, приехавший на джипе под песню «Полковнику никто не пишет», для того, чтобы пострелять в тире) и это является «весёлым приветом Балабанову»[13].
- В компьютерной игре «Брат 2: Обратно в Америку» (своеобразное продолжение фильма «Брат 2») есть персонажи по имени Данила Багров и Виктор Багров.
- К 25-летию первого фильма вышел комикс «Брат. 25 лет». Главным героем выступил Данила Багров[14].

## Названия
В честь героя назван российский сухогруз «Данила Багров».

## Свитер
Свитер крупной вязки, ставший неотъемлемой частью образа Данилы Багрова, художник по костюмам и жена режиссёра Алексея Балабанова Надежда Васильева во время съёмок первого фильма нашла случайно:
Я пошла в секонд-хенд, потому что денег на костюмы не было. Искала-искала и вдруг нашла этот свитер. Стоил он тридцать пять рублей. Я сразу поняла — вещь. Напялила его на Бодрова, Леша посмотрел и сказал: «Что это он такой крутой? Он не может быть крутым». А я говорю: «Да этот свитер мама ему связала!» И мы еще долго спорили. Но Сережа Бодров так хотел быть крутым, что уломал Балабанова на свитер. Леша только поставил условие, что его хоть чем-нибудь надо задрипать. Так появилась полиэтиленовая ветровка поверх свитера. Потом мальчики так одевались — бушлат и свитер. Я считаю, что это моя самая главная победа в жизни. Все остальное — ну, костюмы и костюмы.

## Критика
Литературный критик и публицист Виктор Топоров отмечал сходство двух работ режиссёра Алексея Балабанова — новеллы «Трофимъ» из киноальманаха «Прибытие поезда» (1995) и фильма «Брат» (1997).
Кандидат философских наук Татьяна Семёнова и доктор культурологии Мария Ерохина считают, что в Даниле Багрове воплотился традиционный образ «русского странника», но в применении к эпохе 1990-х годов. В первой части он возвращается с войны в Чечне и отправляется в Санкт-Петербург к брату-киллеру. Во второй части Данила Багров направляется из Москвы в США. Для русского странничества было характерно бесконечное во времени и пространстве путешествие с преодолением многочисленных препятствий и лишений в поисках правды или Бога.